# 784
Năm 784 là một năm trong lịch Julius.